# 수권행위
수권행위(授權行爲, 독일어: Bevollmachtigung)란 임의대리인의 자격, 지위, 권능만을 부여하는 것을 목적으로 하는 법률행위로, 대리인의 동의를 필요로 하지 않는 본인의 단독행위이며 민법상 불요식 행위이다. 독일 민법에는 수권행위가 단독행위로서 대리인 또는 대리인과 거래를 하는 상대방에 대한 의사표시만으로 대리권이 발생하고 한국 민법에서도 단독행위로 보고 있으나, 과거 일부설에 따르면 위임과 유사한 무명계약(無名契約)이라고 하였다.

## 같이 보기
- 대리
- 민법